# Arondismentul Argelès-Gazost
Arondismentul Argelès-Gazost (în franceză Arrondissement d'Argelès-Gazost) este un arondisment din departamentul Hautes-Pyrénées, regiunea Midi-Pyrénées, Franța.

## Subdiviziuni

### Cantoane
- Cantonul Argelès-Gazost
- Cantonul Aucun
- Cantonul Lourdes-Est
- Cantonul Lourdes-Ouest
- Cantonul Luz-Saint-Sauveur
- Cantonul Saint-Pé-de-Bigorre

### Comune
| 1. Adast (65001)                 | 2. Adé (65002)                  | 3. Agos-Vidalos (65004)       | 4. Les Angles (65011)        |
| 5. Arbéost (65018)               | 6. Arcizac-ez-Angles (65020)    | 7. Arcizans-Avant (65021)     | 8. Arcizans-Dessus (65022)   |
| 9. Argelès-Gazost (65025)        | 10. Arras-en-Lavedan (65029)    | 11. Arrayou-Lahitte (65247)   | 12. Arrens-Marsous (65032)   |
| 13. Arrodets-ez-Angles (65033)   | 14. Artalens-Souin (65036)      | 15. Artigues (65038)          | 16. Aspin-en-Lavedan (65040) |
| 17. Aucun (65045)                | 18. Ayros-Arbouix (65055)       | 19. Ayzac-Ost (65056)         | 20. Barlest (65065)          |
| 21. Bartrès (65070)              | 22. Barèges (65481)             | 23. Beaucens (65077)          | 24. Berbérust-Lias (65082)   |
| 25. Betpouey (65089)             | 26. Bourréac (65107)            | 27. Boô-Silhen (65098)        | 28. Bun (65112)              |
| 29. Cauterets (65138)            | 30. Cheust (65144)              | 31. Chèze (65145)             | 32. Escoubès-Pouts (65164)   |
| 33. Esquièze-Sère (65168)        | 34. Estaing (65169)             | 35. Esterre (65173)           | 36. Ferrières (65176)        |
| 37. Gaillagos (65182)            | 38. Gavarnie (65188)            | 39. Gazost (65191)            | 40. Ger (65197)              |
| 41. Germs-sur-l'Oussouet (65200) | 42. Geu (65201)                 | 43. Gez (65202)               | 44. Gez-ez-Angles (65203)    |
| 45. Grust (65210)                | 46. Gèdre (65192)               | 47. Jarret (65233)            | 48. Julos (65236)            |
| 49. Juncalas (65237)             | 50. Lau-Balagnas (65267)        | 51. Loubajac (65280)          | 52. Lourdes (65286)          |
| 53. Lugagnan (65291)             | 54. Luz-Saint-Sauveur (65295)   | 55. Lézignan (65271)          | 56. Omex (65334)             |
| 57. Ossen (65343)                | 58. Ossun-ez-Angles (65345)     | 59. Ourdis-Cotdoussan (65348) | 60. Ourdon (65349)           |
| 61. Ousté (65351)                | 62. Ouzous (65352)              | 63. Paréac (65355)            | 64. Peyrouse (65360)         |
| 65. Pierrefitte-Nestalas (65362) | 66. Poueyferré (65366)          | 67. Préchac (65371)           | 68. Saint-Créac (65386)      |
| 69. Saint-Pastous (65393)        | 70. Saint-Pé-de-Bigorre (65395) | 71. Saint-Savin (65396)       | 72. Saligos (65399)          |
| 73. Salles (65400)               | 74. Sassis (65411)              | 75. Sazos (65413)             | 76. Sers (65424)             |
| 77. Sireix (65428)               | 78. Soulom (65435)              | 79. Sère-Lanso (65421)        | 80. Sère-en-Lavedan (65420)  |
| 81. Ségus (65415)                | 82. Uz (65458)                  | 83. Viella (65463)            | 84. Vier-Bordes (65467)      |
| 85. Viey (65469)                 | 86. Viger (65470)               | 87. Villelongue (65473)       | 88. Viscos (65478)           |
| 89. Vizos (65480)                |                                 |                               |                              |